# أليساندرو دي باردو
أليساندرو دي باردو (من مواليد 18 يوليو 1999) هو لاعب كرة قدم إيطالي يلعب كلاعب خط وسط لنادي يوفنتوس الإيطالي تحت 23 سنه.

## مسيرته الكروية
ظهر دي باردو لأول مرة في الدوري الإيطالي الدرجة الثالثة مع يوفنتوس تحت 23 سنة في 16 سبتمبر 2018، في مباراة ضد أليساندريا.

## الإنجازات
يوفنتوس تحت 23
- الدوري الإيطالي الدرجة الثالثة: 2019-20

يوفنتوس
- كأس السوبر الإيطالي : 2020

## روابط خارجية
- أليساندرو دي باردو  على سكروي